# Boreus jacutensis
Boreus jacutensis är en näbbsländeart som beskrevs av Plutenko 1984. Boreus jacutensis ingår i släktet Boreus och familjen snösländor. Inga underarter finns listade i Catalogue of Life.